# Wilde Westen (concert- en festivalorganisator)
Wilde Westen is een concert- en festivalorganisator uit Kortrijk die in 2017 werd opgericht uit de fusie van Festival van Vlaanderen Kortrijk en De Kreun. Wilde Westen richt zich op onder meer geluidskunst, jazz, klassiek, pop en rock. De centrale locatie binnen de activiteiten van Wilde Westen is concertzaal De Kreun in Kortrijk.

## Festival van Vlaanderen Kortrijk
Festival van Vlaanderen Kortrijk is een festival waarbinnen Wilde Westen klassieke concerten organiseert op verschillende inspirerende locaties in de stad Kortrijk, en maakt deel uit van de overkoepelende organisatie Festival van Vlaanderen, die ook actief is in onder andere Antwerpen, Brussel en Gent. Binnen Festival van Vlaanderen Kortrijk is er ook Klinkende Stad, een festival dat focust op geluidskunst. Verder zijn er het hele jaar door de ‘Listen To This’ geluidswandelingen vanuit de beleving van geluidskunstenaars.

## Sonic City en Bos! Festival
Voor Sonic City Festival wordt er elk jaar een bekende artiest gekozen, die met de hulp van Wilde Westen de volledige line-up samenstelt, en zelf ook speelt op het festival. Artiesten die meewerkten waren onder andere Thurston Moore (Sonic Youth), Savages, Shame, Courtney Barnett en Preoccupations (het vroegere Viet Cong). 
Sinds het Bos! Festival in 2017 organiseert Wilde Westen ook kleinschalige zomerfestivals. Tijdens de tweede editie in 2018 komen onder andere Gabriel Rios en Sam Amidon naar Bergelen.